# 滴水泉 (亞利桑那州)
滴水泉（英語：Dripping Springs）是位於美國亞利桑那州希拉縣的一個人口普查指定地區。根據2010年美國人口普查，該地人口為235人，而該地的面積約為17.35平方千米。

## 地理
滴水泉的座標為33°06′18″N 110°45′18″W / 33.10500°N 110.75500°W，而該地最高點為海拔高度683米（即2241英尺）。